# Liste der Nummer-eins-Hits in den Hot 100 Airplay (2003)
Diese Liste enthält alle Nummer-eins-Hits in den Hot 100 Airplay Charts im Jahr 2003. Es handelt sich hierbei um die Charts mit den von den Radiostationen in den USA am häufigsten gespielten Musiktiteln, die vom US-amerikanischen Magazin Billboard veröffentlicht wurden. In diesem Jahr gab es zwölf Spitzenreiter.
| Singles |
| --- |
| - Eminem – Lose Yourself - 11 Wochen (9. November 2002 – 24. Januar 2003) - B2K feat. P. Diddy – Bump, Bump, Bump - 2 Wochen (25. Januar – 7. Februar) - Jennifer Lopez feat. LL Cool J – All I Have - 4 Wochen (8. Februar – 7. März) - 50 Cent – In da Club - 9 Wochen (8. März – 9. Mai) - Sean Paul – Get Busy - 3 Wochen (10. Mai – 30. Mai) - 50 Cent feat. Nate Dogg – 21 Questions - 5 Wochen (31. Mai – 4. Juli) - Lil’ Kim feat. 50 Cent – Magic Stick - 1 Woche (5. Juli – 11. Juli) - Beyoncé feat. Jay-Z – Crazy in Love - 8 Wochen (12. Juli – 5. September) - Nelly feat. P. Diddy & Murphy Lee – Shake Ya Tailfeather - 4 Wochen (6. September – 3. Oktober) - Beyoncé feat. Sean Paul – Baby Boy - 9 Wochen (4. Oktober – 5. Dezember) - Ludacris feat. Shawna – Stand Up - 1 Woche (6. Dezember – 12. Dezember) - OutKast – Hey Ya! - 9 Wochen (13. Dezember 2003 – 13. Februar 2004) |